# Cell (banda)
Cell foi uma banda grunge formada em 1990 na cidade de Nova Iorque e se separou em 1995, a banda lançou dois álbuns pela gravadora Geffen.

## Integrantes
- Ian James - vocais, guitarra
- Jerry DiRienzo - vocais, guitarra
- David Motamed - baixo
- Keith Nealy - bateria

## Discografia

### Slo*Blo (1993)

#### Faixas
1. "Fall"  (3:34)
2. "Wild" (3:46)
3. "Cross the River" (2:56)
4. "Dig Deep"  (3:29)
5. "Stratosphere"   (5:35)
6. "Two"    (2:58)
7. "Everything Turns"   (4:11)
8. "Tundra"   (3:06)
9. "Bad Day"    (2:24)
10. "Hills"    (4:08)

### Living Room (1994)

#### Faixas
1. "Milky"  (3:22)
2. "China Latina" (3:36)
3. "Sad & Beautiful" (4:04)
4. "Goodbye"  (3:38)
5. "Chained"   (3:18)
6. "Come Around"    (3:32)
7. "Living Room"   (4:42)
8. "Fly"   (4:05)
9. "Halo"  (3:04)
10. "Soft Ground"  (4:44)
11. "Camera" (4:08)
12. "Blue Star" (6:22)